# تسلسل زمني للطيران
التسلسل الزمني الطيران, صناعة الطيران وغزو الفضاء.

## قبل القرن 18
.

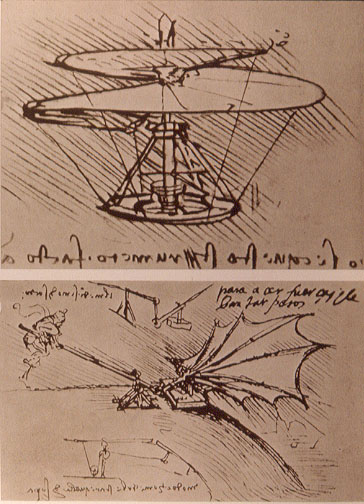
تصاميم الآلات طائرة من قبل ليوناردو دافنشي

- 852: عباس بن فرناس القى بنفسه من مئذنة مسجد قرطبة بقماش ضخم، تلقى اصابات طفيفة، أصبحت محاولته سلف الباراشوت.
- 875: عباس بن فرناس صمم اجنحة من خشب مغطاة بقماش الحرير مزينة بريش طيور. القى بنسه من فوق تلة، تمكن من البقاء في الجو لفترة زمنيه قصيرة، وهناك روايات تقول انه حلق لأكثر من عشر دقائق.[1]
- 1290 الفيلسوف والعالم روجر بايكون يكتب أول وصف تقني عن الطيران في كتابه أسرار الطبيعة والفن.
- الفنان، المهندس والمعماري الإيطالي ليوناردو دافنشي صمم طائرات شراعية، والتي تستخدم نفس الآليات التي تستخدمها الطيور للطيران، وذلك من خلال حركة نزوح للأجنحة صعودا وهبوطا.

## سنوات 1900
- 1900 - 2 جويلية : الكونت فارديناد فون زبلان طير منطاده بالتحكم الافقي فوق بحيرة كونستانس

## سنوات 1910
- أسس السير جورج وايت مع أخيه صموئيل شركة طائرات بريستول.

## سنوات 1920
- في عام 1922، أنجِز أول عبور جوي لجنوب الأطلسي بواسطة الطيارين البحريين البرتغاليين غاغو كوتينهو وسكادورا كابرال.
- في عام 1928، صارت أميليا إيرهارت أول امرأة طيارة تعبر المحيط الأطلسي.

## سنوات 1960
- 1969
  - 2 مارس : طائرة كونكورد فوق صوتية، والمصنعة من كونسورتيوم فرنسي بريطاني، قامت باول رحلة تجريبية فوق مدينة تولوز.
  - يوليو : نيل آرمسترونغ أول بشري يخطوا على سطح القمر.

## سنوات 2000
- 2000
  - طائرة كونكورد للخطوط الجوية الفرنسية تعرضت لحادث في 25 يوليو، عندما بدأت أحد أعنفة الطائرة تحترق، مما أدى إلى تحطمها في غونيس (فرنسا) بعد وقت قصير من اقلاعها، مما أسفر عن مقتل 113 شخصا.

- 2001

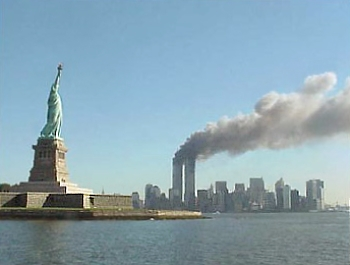

  - في الاثنين 21 يونيو هبطت سبيس شيب وان بسلام بعد قيامها بأول رحلة خاصة مأهولة إلى الفضاء الخارجي والتي وصلت إلى الطبقات العليا من الغلاف الجوي.
- 2010
  - نجاح الطائرة الشمسية سولار إمبلس الأولى التي يقودها طيار من التحليق طوال الليل ومن دون التزود بالوقود بهبوطها بعد 26 ساعة طيران.[2]

## سنوات 2010
- 2015
  - ستقوم الطائرة الشمسية «سولار إمبلس»  بدورة كاملة حول الأرض في محاولة فريدة.

(انظر طائرة كهربائية)

## اقرأ أيضا
- طائرة كهربائية